# Amédée Courbet
Anatole-Amédée-Prosper Courbet (26 tháng 6 năm 1827 - 11 tháng 6 năm 1885) là một đô đốc Pháp, chỉ huy quân viễn chính Pháp ở Đông Á, tham chiến trong chiến dịch Bắc Kỳ (1883–86) và Chiến tranh Trung-Pháp (1884 - 1885/1885).

## Những năm đầu

### Tuổi thơ và học tập
Courbet được sinh ra ở Abbeville là con trai thứ hai của thương gia kinh doanh rượu Courbet, người vợ của ông có nhũ danh Poulard, có hai con, một con gái Céline (sinh năm 1811) và một con trai Alexandre (sinh năm 1815). Cha ông mất năm 1836. Amédée Courbet vẫn ở Abbeville, tuy nhiên, và tiếp tục nghiên cứu của mình tại trường trung học Speri, từ đó Courbet tốt nghiệp
Lấy được bằng tú tài, Courbet tham dự Charlemagne Lycée. Vào cuối năm học 1845-1846, ông được nhận giải nhì môn Toán đặc biệt. Năm 1847, trong số 126 sinh viên nhận được, Courbet bước vào top 15 tại École Polytechnique, trong chương trình khuyến mãi Bouquet de la Grye.

### Tham gia quân đội
Ngày 24 tháng 2 năm 1848, Cách mạng Pháp bùng nổ và các sinh viên trường École Polytechnique nổi dậy, trung sĩ Courbet lãnh đạo cuộc nổi dậy này. Tài năng của Courbet nhanh chóng được giám đốc báo Le National, Armand Marrast để ý tới. Vị giám đốc tiến cử chàng trung sĩ Courbet vào tòa thị chính và ông được phân công làm thư ký của chính phủ lâm thời Pháp do Jacques-Charles Dupont de l'Eure (Ngày 24 tháng 2 năm 1848 - ngày 9 tháng 5 năm 1848) làm Thủ tướng. Trong con mắt của các viên chức ở chính phủ Pháp, Courbet không thể trở thành chính trị gia. Thất vọng, Courbet theo đuổi nghiệp sĩ quan hải quân vào năm 1849 và được gửi đến cảng Toulon để lên tàu L'Océan

## Sự nghiệp ở Hải quân Pháp

#### Một khởi đầu đầy hứa hẹn
Ông đến Toulon vào tháng 10 năm 1849. Sau đó, Ngày 18 tháng 11 năm 1849, Courbet bắt đầu đi trên thuyền buồm La Capricieuse. Từ Toulon ông thắng đến Valparaiso, Gambier, Marquesas, Tahiti, Macao...
Ít lâu sau, Courbet chỉ huy pháo hạm L'Olivier để đánh đuổi những tên cướp biển Levantine trong Chiến tranh Crimean. Ông được bổ nhiệm làm trung úy năm 1854 và thuyền trưởng của con tàu 29 tháng 11 năm 1856. Trên tàu Coligny, Courbet tham gia vào cuộc chiến Riff ở Morocco.
Đầu năm 1858, vì từ chối tham gia vào Lorient theo yêu cầu của các giáo sĩ, Courbet vào học tập về hàng hải tại trường Le Suffren. Ngày 14 tháng 8 năm 1866, ông được bổ nhiệm làm đội trưởng của một tàu khu trục.

#### Nhiệm vụ đến Tây Ấn và New Caledonia
Vào tháng 1 năm 1870, Courbet lên tàu Le Talisman cho một nhiệm vụ đến Tây Ấn vào ngày 2 tháng Tư. Ông trở về Tây Ấn trên tàu La Minerve và, vào Ngày 11 tháng 4 năm 1873 ông được thăng cấp bậc đại úy.
Được bổ nhiệm làm Tham mưu trưởng bởi Đô đốc Hornoy, Courbet leo lên chiếc tàu chiến Le Richelieu trên Ngày 13 tháng 10 năm 1877 - chính thức chỉ huy đội tàu gồm chín thiết giáp hạm và năm tàu tuần dương đến New Caledonia. Ngày 24 tháng 5 năm 1879, Đô đốc Jauréguiberry đề nghị Thủ tướng Pháp Waddington bổ nhiệm Courbet làm thống đốc New Caledonia. Ông đến nơi trấn nhậm vào tháng 6/1879, nhưng gặp phải nhiều khó khăn khi tổ chức chính quyền và ổn định sức khỏe của người dân thuộc địa. Bất đồng với Hội đồng Thành phố Nouméa, Courbet rút lui và trao chức Thống đốc cho Léopold Augustin Pallu de la Barrière.

## Chiến dịch tại Việt Nam

##### Courbet sang Việt Nam
Courbet sang Việt Nam trên tàu Bayard vào giữa năm 1883. Khi đang trên tàu, Courbet nhận được tín báo khẩn từ viên Tổng ủy Harmand từ Hà Nội vừa gửi sang, báo tin về vụ thảm sát binh lính Pháp và thủy thủ của quân Cờ đen. Để lại một phần hạm đội ở Trung Quốc, tàu của Courbet đến Sài Gòn ngày 13/7/1883. Thực hiện nghiêm chỉ thị của Bộ trưởng Hải quân và Thuộc địa Charles le Brun là phải kiểm soát quân sự Pháp ở Bắc Kỳ, ngăn chặn ảnh hưởng từ Trung Hoa và phải dùng tiền thuế ở thương chính Bắc Kỳ để tiêu dùng, Courbet (lúc này đã lên chức vụ Thiếu tướng) dẫn 200 lính Pháp, 300 lính tập cùng với 4 chiến hạm và 2 tàu phóng ngư lôi (có từ ngày 31/5/1883) từ Sài Gòn tiến ra Hải Phòng và về Hà Nội vào tháng 6/1883. Trong một chỉ thị mới của chính phủ Pháp, Courbet phải dời toàn bộ hạm đội chuyên phong tỏa bờ biển phía Bắc nước ta sang Hải Nam để ngăn trở hải quân Trung Quốc, đồng thời một hạm đội khác của Đô đốc Meyer ở phía Trung Quốc sẽ tiếp ứng cho Courbet khi cần.
Có sự hậu thuẫn từ Courbet, tướng Bouet chuẩn bị 3.500 quân cố thủ Hải Phòng, Hà Nội và Nam Định để chờ viện binh đến. Song song với việc cố thủ, Bouet cho một tên phiêu lưu là Vlavianos (tài liệu khác viết là Joseph) chuẩn bị quân Cờ vàng (tập hợp 600 lính Nam triều) làm quân tiếp viện cho Pháp - lúc này đại quân Pháp ở Bắc Kỳ đã lên đến trên 4.000 quân. Tháng 7/1883, chỉ huy Pháp ở Nam Định là Badens liên tục đem quân ra ngoài thành sục sạo nghĩa quân. Ngày 19/7, nghĩa quân Nam Định đánh tan cuộc càn của Pháp, gây thương vong cho gần 600 quân Pháp. Tại Hà Nội và Hải Phòng, quân Đại Nam chủ động tấn công liên tục, buộc phía Pháp phải cho sửa chữa lại thành Hà Nội và cố thủ, đóng quân ở chùa Quán Thánh. Đôi lần, Pháp ngược dòng sông Hát nhưng bị lực lượng của tri huyện Phúc Thọ là Tôn Thất Hoành và lãnh binh Đặng Văn Ân đánh lui. Thất vọng, Harmand đánh một bức điện ngày 25/7/1883 báo cáo tình hình Việt Nam với Bộ trưởng Hải quân và Thuộc địa ở Paris: "Lòng cương quyết của đối phương (Đại Nam) mà trận đánh ngày 19 (ở Nam Định) không phải là tỷ dụ đầu tiên làm cho chúng ta phải suy nghĩ và chứng tỏ rằng lần này người An Nam quyết tâm tự vệ một cách nghiêm chỉnh.... Cần chuẩn bị cho dư luận Pháp quen dần với sự thật sau đây: ngày nay, chiếm Bắc Kỳ là một việc khó khăn mà ngân sách quân sự 5 triệu franc vừa được (Nghị viện) chuẩn y còn rất xa so với số tiền phải tiêu phí từ nay đến cuối năm".

##### Hội nghị quân sự tháng 7/1883
Tiếp đó vào ngày 30/7/1883, đúng ngày vua Hiệp Hòa lên ngôi, Harmand triệu tập Hội nghị quân sự ở Hải Phòng, có Harmand, Bouet và Courbet tham dự. Trong hội nghị, ba viên tướng Pháp đồng ý một ý kiến chung là đánh vào Huế và Sơn Tây, cho rằng đánh Huế thì Sơn Tây phải nhụt và đánh thẳng vào Sơn Tây thì Huế mất hi vọng. Tuy nhiên cũng có mâu thuẫn nhỏ giữa các viên tướng: Bouet cho rằng phải đánh gấp Đà Nẵng và Tiên Yên, trong khi Paris chỉ đồng ý đánh Thuận An. Về kế hoạch tiến quân của Pháp, nhà nghiên cứu Trần Văn Giàu, Hoàng Văn Lân còn kể lại chi tiết: "Cao ủy Harmand muốn theo đường thủy đánh lên Sơn Tây ngay, nhưng Bouet lại chủ trương trước hết phá vỡ phòng tuyến phủ Hoài để giành thế chủ động trên chiến trường quanh Hà Nội đã."

##### Cuộc kháng chiến của quân Đại Nam
Đầu tháng 8/1883, viện binh từ Pháp sang rất đông đảo. Hạm đội của Courbet có lực lượng lúc này là gấp đôi hạm đội của Đô đốc Meyer ở Trung Quốc vào ngày 11/8/1883. Được thêm viện binh hùng hậu, tướng Bouet chia quân thành ba cánh do Bichot, Revillon và Coronat chỉ huy tiến đánh phủ Hoài thuộc Sơn Tây. Dọc đường đi, quân Pháp bị hệ thống phòng thủ kiên cố chặn lại và mắc phục kích liên tục. Do đê sông Hồng vỡ, Pháp thất bại với số thương vong là 81, trong đó có 3 sĩ quan. Ngược lại, phía quân Đại Nam do đê sông vỡ cũng phải lui quân để củng cố lực lượng. Cuộc kháng cự mạnh mẽ của nhân dân Đại Nam làm Pháp nhìn nhận: "Những trận ngày 15 và 16 tháng 8 chứng minh rằng chúng ta hiện phải đương đầu với một kẻ thù có vũ trang tốt, có tổ chức hơn trước, mạnh mẽ hơn ta tưởng tượng, khác hẳn với những toán quân ô hợp trước kia". Tướng Bouet thất vọng điện về cho Bộ trưởng Hải quân và Thuộc địa là Đô đốc Peyron: "Số địch quân tăng lên, vũ khí của họ cũng tăng lên; không thể phủ nhận giá trị của họ (...) để mở chiến dịch tháng 10, thì phải có một sư đoàn đầy đủ trang bị theo thời chiến, với tất cả các binh chủng, vật liệu; sư đoàn phải có mặt ở đây lối giữa tháng mười. Xin ông gửi pháo binh công và thủ".
Ngày 12/8/1883, quân Pháp tiến đánh Hải Dương. Lúc này ở Hải Dương, các quan tất bật chuẩn bị khí giới, xây lại thành trì. Án sát Lê Mộ Khả và Đề đốc Tôn Thất Hòe đốc thúc củng cố vũ khí và lương thực, Tổng đốc Lê Điều, Bố chánh Vũ Túc đến ở Quan miếu và phó lãnh binh Nguyễn Viết Vinh đóng giữ thành cũ. Phái viên của Pháp nghi tin, phát tín hiệu cho đại quân Pháp tấn công. Sớm ngày 15/8/1883, đại tá Brionval chỉ huy 300 lính cùng thuyền chiến từ Hải Phòng bất ngờ tiến lên Hải Dương. Phía Đại Nam chống cự liên tục từ sáng sớm, bắn pháo đốt lũy tre nhưng không ngăn được địch. Đến trưa, thành mất, quân Đại Nam rút lui để lại trong thành 150 đại bác cùng quân dụng và tiền bạc trị giá 25 vạn franc.
Ở tỉnh Quảng Yên, viên tuần phủ đem triện sang Hải Phòng hàng địch. Ít hôm sau, người Pháp tổ chức "lễ quy thuận" và chiếm đóng tỉnh thành Quảng Yên. Nhưng chẳng bao lâu, quan tuần phủ lại có ý ngầm liên lạc với nghĩa quân và quân Thanh. Âm mưu bị phát giác, Pháp bày kế cho viên quan này sang Hải Phòng rồi bắt giữ, giải lên Hà Nội xử tử. Sau Pháp cử quan tư Laguerre chỉ huy 600 tên lính sang chiếm đóng thành Quảng Yên để đề phòng quân Đại Nam phản công.

##### Pháp tấn công Thuận An - Hiệp ước Harmand
Ngày 11/8/1883, Chính phủ Pháp điện báo tin cho Harmand là đã duyệt y kế hoạch tấn công Huế theo quyết nghị của Hội nghị quân sự Hải Phòng, đồng thời thúc dục Phó đô đốc Courbet tham gia trận chiến này. Ngay sau, Courbet cho các tàu đỗ ở cửa Tư Hiền để đo đường bờ biển nhằm chuẩn bị tấn công. Ngày 16 - 17/8, tất cả các hạm đội Bắc Kỳ và các tàu chiến ở Sài Gòn (gồm 1 chiến hạm, 1 pháo hạm chở 600 lính Pháp, 100 lính Nam triều, 100 dân phu do 4 đại tá chỉ huy - trong đó có đại tá Radiguet là trợ lý của Thống đốc Nam Kỳ) đều tập hợp tại vịnh Đà Nẵng. Chỉ huy chung của toàn hạm đội là Tổng ủy Harmand, De Champeaux (đại diện Pháp bên cạnh triều đình Huế). Ngày 1/8/1883, De Champeaux nhận chức Trú sứ của Pháp ở Huế.
Lúc 4 giờ sáng ngày 18/8/1883, hạm đội Pháp bắt đầu tiến đánh kinh thành Huế. Tại triều đình Huế, Hiệp Hòa giao tất cả binh quyền cho Tôn Thất Thuyết và dặn: "Nếu giảng hòa được cũng nên tòng quyền làm kế hoãn binh... Nếu cậy khỏe hiếu thắng tất phải trách cứ rất nặng". Trong khi hạm đội chuẩn bị tiến đánh, một số quan lại triều đình đi thuyền ra tàu Pháp hỏi: "Đến đây có việc chi". Đến 9 giờ sáng ngày 18, bảy tàu chiến Pháp theo hàng dọc rời cảng Đà Nẵng và tới cửa sông Thuận An lúc 2 giờ 30 phút chiều rồi thả neo chuẩn bị pháo kích kinh thành. Từ 5 giờ 30 phút chiều, hạm đội Pháp bắt đầu nã pháo vào các chốt canh phòng và các pháo đài của ta dọc cửa sông Thuận An lúc nước sông Hương đang lúc nước cạn. Sóng đánh liên tục khiến tàu chiến Pháp bắn thiếu chính xác, trong khi đại bác trong đồn của phía Đại Nam bắn ra lại không trúng vì tàu Pháp đậu khá xa do nước cạn. Ngày 19, cuộc đấu pháo tiếp diễn từ lúc 5 giờ 30 sáng, hai chiến hạm Vipère và Bayard bị trúng đạn. Đến hơn 6 giờ 30, hai bên ngừng bắn. Đêm xuống, quân Pháp nghỉ ngơi chờ sáng mai chuẩn bị tiếp. Sáng thứ hai ngày 20/8/1883, lúc 4 giờ sáng, quân Pháp chuẩn bị đổ bộ bằng canô. Lúc 5 giờ 30 sáng, quân Pháp bắn pháo và đồng thời cho quân lính đổ bộ vào đất liền. Từ 6 giờ 40 đến 9 giờ 10 phút sáng ngày 20, quân Pháp trên tàu Atalante đổ bộ và đánh các đồn lũy ở bờ bắc sông Hương. Tới chiều ngày 20, quân Pháp với trên 1.000 lính chính thức đổ bộ. Đồn phía bắc bị hãm trước, đồn lớn nhất ở phía nam cũng bị Pháp bắn rất dữ; thế là Trấn Hải đài cũng bị bao vây, các quan trấn thủ là Hữu quân Lê Sĩ, Thống chế Lê Chuẩn và Chưởng vệ Nguyễn Trung tử trận; Tham tri Lâm Hoành và Trần Thúc Nhẫn gieo mình xuống sông tự tận. Đến 9 giờ tối cùng ngày 20, quân Pháp chiếm tất cả các đồn ở Thuận An.
Triều đình nghe tin thất bại và rất hoảng hốt, đành nhờ Giám mục Caspard sang thương thuyết xin hòa. Lúc 3 giờ sáng ngày 21/8/1883, triều đình Huế cử Nguyễn Trọng Hiệp, Nguyễn Văn Tường đi cùng với cố Caspard phiên dịch, sang thương lượng với Courbet đình chiến trong 48 giờ. Harmand và De Champeaux lập tức lên thẳng kinh thành Huế buộc triều đình phải rút hết quân ở 12 pháo đài, dỡ bỏ mọi chướng ngại vật trên sông Hương, đổ hết xuống sông tất cả đạn được và trả lại cho Pháp 2 chiến thuyền Scorpion và D'Entrcasteaux trước tặng cho triều đình nhà Nguyễn hồi năm 1874. Sáng ngày 22/8, trên một chiếc tàu Pháp nhỏ chở 90 tên lính cùng hai tên Harmand và De Champeaux xuôi dòng Hương lên ngay kinh thành Huế và tập trung tại sứ quán Pháp. Lập tức, Harmand trao ngay cho viên Thương bạc cùng các Thượng thư của triều đình một bức thư dài buộc triều đình Huế chấp nhận bản hòa ước dài 27 khoản mà Harmand thảo sẵn. Trong bức thư, Harmand đòi triều đình phải chịu trách nhiệm về những "thiệt hại của nước Pháp". Pháp chấp nhận lời "xin hòa" của triều đình khi Huế "nhường tỉnh Bình Thuận cho xứ Nam Kỳ thuộc Pháp để trả những món nợ cũ (theo điều ước Nhâm Tuất); ở Bắc Kỳ thì để Pháp đặt chức Công sứ ở các tỉnh lỵ nào cần đặt, nước Pháp được kiểm soát thuế thương chính và các loại thuế khác". Harmand gia hạn triều đình phải trả lời thư trong vòng 24 giờ, Hiệp Hòa hốt hoảng bèn cử Trần Đình Túc và Nguyễn Trọng Hợp sang tận hành dinh của Harmand để tiếp nhận các điều kiện của Harmand và ngày 25/8/1883, đại diện của triều đình Huế đã ký nhận Hiệp ước Quý Mùi.

##### Cao trào đấu tranh của nhân dân phản đối Hiệp ước Harmand
Hiệp ước vừa ký xong, Harmand điện về Paris xin chính phủ Pháp gắn huân chương cho vua Hiệp Hòa, Trần Đình Túc, Nguyễn Trọng Hợp và cố đạo Caspard; rồi y cùng hai viên khâm sai Huế ra Bắc Kỳ để thi hành điều khoản 4 và 5 của Hiệp ước - giải giáp lực lượng kháng chiến để "yên nghiệp làm ăn". Nhưng lệnh triệt binh của Pháp và triều đình Hiệp Hòa không có tác dụng.
Sau khi Pháp đánh chiếm thành Hải Dương vào ngày 15/8/1883, Pháp bắt đầu cử quân xuống huyện An Dương của tỉnh Hải Dương, bắt tri huyện Trần Đôn về tỉnh thành, nhưng ông cự tuyệt rồi nhảy xuống sông trẫm mình. Đến tháng 9/1883, Pháp cũng buộc Tổng đốc Hải Dương Lê Điền, tuần phủ Nguyễn Văn Phong, bố chánh sứ Vũ Túc xuống thuyền sang Hải Phòng nhận nhiệm vụ mới. Chúng ép Vũ Túc khai về dinh điền, nhưng ông không chịu khai rồi uất lên mà chết; Lê Điền vì ốm cáo nghỉ. Ở Bắc Ninh, Tham tán quân thứ Bùi Ân Niên dâng sớ xin từ chức Tổng đốc Ninh - Thái. Ở Nam Định, Đề đốc Tạ Hiện cự tuyệt lệnh triệt về kinh của triều đình, cầu quân Thanh giúp đỡ để chống Pháp và chiêu mộ luôn hương dõng để chống giặc. Cùng từ chức có Án sát Phạm Vụ Mẫn, tri phủ Kiến Xương Hoàng Văn Hòe. Được sự ủng hộ của quan lại nhà Thanh, Tạ Hiện dẫn quân đánh tan cuộc càn quét của viên Công sứ ở Nam Định kéo đến, làm chúng bị chết 1, bị thương 5 tên và bị đuổi đến tận chân thành. Nguyễn Thiện Thuật cũng được nhà Thanh cho nhận trát, về Hải Dương tụ họp nghĩa dũng đánh nhau với Pháp. Ở Sơn Tây, Thống đốc Hoàng Tá Viêm (em rể của Tự Đức) cùng với Lưu Vĩnh Phúc đóng quân bảo vệ chặt chẽ căn cứ này. Tướng Bouet chia quân thành hai đạo đánh lên làng Phùng (ngày 1 - 3/9/1883), nhưng bị đánh bại hoàn toàn.
Bouet liền điện về Pháp xin cứu viện vì y thấy khó ăn, không dám đánh liều. Còn Harmand chê trách Bouet chậm chạp và giục phải đánh Sơn Tây ngay đi. Hai bên Harmand - Bouet xung đột nhau. Ngày 11/9/1883, Cao ủy Pháp là Jules Harmand đã cách chức Alexandre Eugène Bouet và triệu hồi về Pháp, đưa quan năm là Đại tá Anicet-Edmond-Justin Bichot lên thay làm Tổng chỉ huy quân đội Pháp ở Đông Dương. Ít lâu sau, Harmand cũng bị triệu hồi vào tháng 12/1883, nhường chức Tổng ủy cho tướng Courbet. Chính phủ Pháp cũng cử luôn Silveatre sang phụ giúp Courbet quản lý tổ chức nội trị ở Bắc Kỳ. Rồi ngày 25/10/1883, Courbet được cử làm Tổng chỉ huy quân đội Pháp ở Đông Dương

##### Tổng chỉ huy quân đội Pháp ở Đông Dương
Courbet nhậm chức và nhận thêm 600 quân của Nội các Ferry chuyển sang, tiếp tục giữ các căn cứ đã chiếm mà không mở rộng ra phạm vi nông thôn được. Ở Hải Dương, quân dân trong tỉnh đón đường tiêu diệt tên Công sứ Pháp mới sang nhậm chức cùng các tùy tùng. Ngày 11 và 17/11, nghĩa quân Hải Dương đặt súng và chặn đánh quyết liệt trên sông, đánh thiệt hại tàu Kuri Maru do quan ba Pitman cầm đầu. Nghĩa quân chống cự anh dũng, mãi đến ngày 19/11 Pháp mới giải vây được Hải Dương. Trước đó ở Ninh Bình, triều đình đòi cho Bố chánh tỉnh Ninh Bình là Tôn Thất Úy ở lại cộng tác với Pháp, nhưng Úy chống lại và rút ra bưng biền tiếp tục kháng chiến

###### Trận Sơn Tây
Trong lúc triều đình cố gắng kêu gọi quân dân cả nước hòa hoãn với địch, Pháp lúc này đã được thêm 5 tiểu đoàn bộ binh. Courbet cho rằng "chưa thấm tháp gì" nên hắn cho xin thêm bộ binh. Lúc này bộ binh của Pháp lên đến gần 8.000 người rồi. Ở Huế, chính phủ Pháp cử Silveatre làm Tổng ủy mới thay Harmand. Ở phía Việt Nam, tổng số quân triều đình (có thêm quân Thanh) là 5.000 người (tài liệu của Pháp nói là 8.000 - 9.000 người).
Theo lệnh của Ferry, ngày 11/12/1883, tướng Courbet huy động 5.900 quân chia thành hai đạo: một đạo gồm 2.600 quân do quan năm Bichot chỉ huy (có 3 đại đội Nam triều) theo đường thủy: đạo còn lại là 3.300 người do quan năm Belin chỉ huy, xuất phát từ Hà Nội tiến lên. Hai đạo quân nhanh chóng tiến vào Phùng vào đêm ngày 11, để rồi sáng ngày 13 thì chiếm lĩnh nơi này. 11 giờ sáng ngày 14/12/1883, cánh quân thủy do Đô đốc Courbet chỉ huy đánh chiếm Phù Sa. Quân Đại Nam ở Phù Sa đánh chặn quyết liệt bằng sức người và đại bác, làm quân Pháp thiệt hại vô số, trong đó có quan ba Doucet bị bắn chết. Đến 4 giờ chiều, đồn Phù Sa bị chiếm đóng. Phía Đại Nam vừa chống trả, vừa rút dần ra ngoại ô, để lại vô số chướng ngại vật cản địch. Đến tối ngày 15, quân Pháp mới làm chủ được đồn Phù Sa. Ngày 16, quân Pháp công phá cửa Tây thành Sơn (Sơn Tây). Trước sức chống cự quyết liệt của quân Đại Nam, phía Pháp gặp nhiều thiệt hại, trong đó có quan ba Maine tử thương. Theo hồi ký của một sĩ quan Pháp tham gia trận này, thì: "cuộc chiến đấu xảy ra ác liệt và dữ dội, quân tiến chậm". Mãi đến 5 giờ chiều, quân Pháp tiến đến gần vách thành Sơn Tây nhưng chưa đột nhập được vào thành. Pháp bèn lệnh cho Lương Văn Đạt là giáo dân chuyên chữa bệnh cho quân lính trong thành, nhân đêm tối lẻn vào nhổ mất 3 lá cờ của Đại Nam và cắm lá cờ tam tài vào. Phía Đại Nam trông thấy, tưởng thành đã mất nên rối loạn. Thừa cơ, quân Pháp tràn qua phá đổ cửa Tây rồi vào thành. Quân Đại Nam chống giữ quyết liệt, giữ từng ngôi nhà và góc phố nên Pháp không dám sục sạo mà chỉ làm chủ được cửa Bắc và cửa Tây. Thừa lúc nửa đêm, lực lượng Đại Nam rút lui, để lại nhiều gạo và muối, 4 tạ chất nổ, nhưng tuyệt nhiên không để lại một cây súng nào, đem hết những người tử trận hoặc bị thương. Sau trận này, phía Pháp gánh chịu thiệt hại quá lớn: 403 người chết và bị thương, trong đó có 27 sĩ quan. GS Trần Văn Giàu thống kê tài liệu của Pháp với con số còn thấp hơn: "quân Pháp có 83 người chết, trong đó có 5 sĩ quan; 320 người bị thương, trong đó có 22 sĩ quan. Từ đầu cuộc xâm lược Bắc Kỳ cho đến năm 1883, đây là trận đánh lớn nhất và Pháp bị thiệt hại nhiều nhất".
Thành Sơn Tây thất thủ, Tổng đốc Sơn Tây là Nguyễn Đình Nhuận rút về Hưng Hóa theo Hoàng Tá Viêm. Courbet bàn với Tổng đốc Hà Nội là Nguyễn Hữu Độ cử Trực học sĩ Nguyễn Khuyến làm Tổng đốc, Thị độc Thành Ngọc Uẩn làm bố chánh, nhưng cả hai đều từ chối. Sau đó, theo yêu cầu của Courbet, triều đình Huế cử Nguyễn Trần Hạp làm Tổng đốc, Phạm Ngọc Côn làm Án sát, đặt dưới quyền chỉ huy chung của Đại tá Bichot.

###### Chính phủ Pháp tăng thêm quân, Courbet từ nhiệm

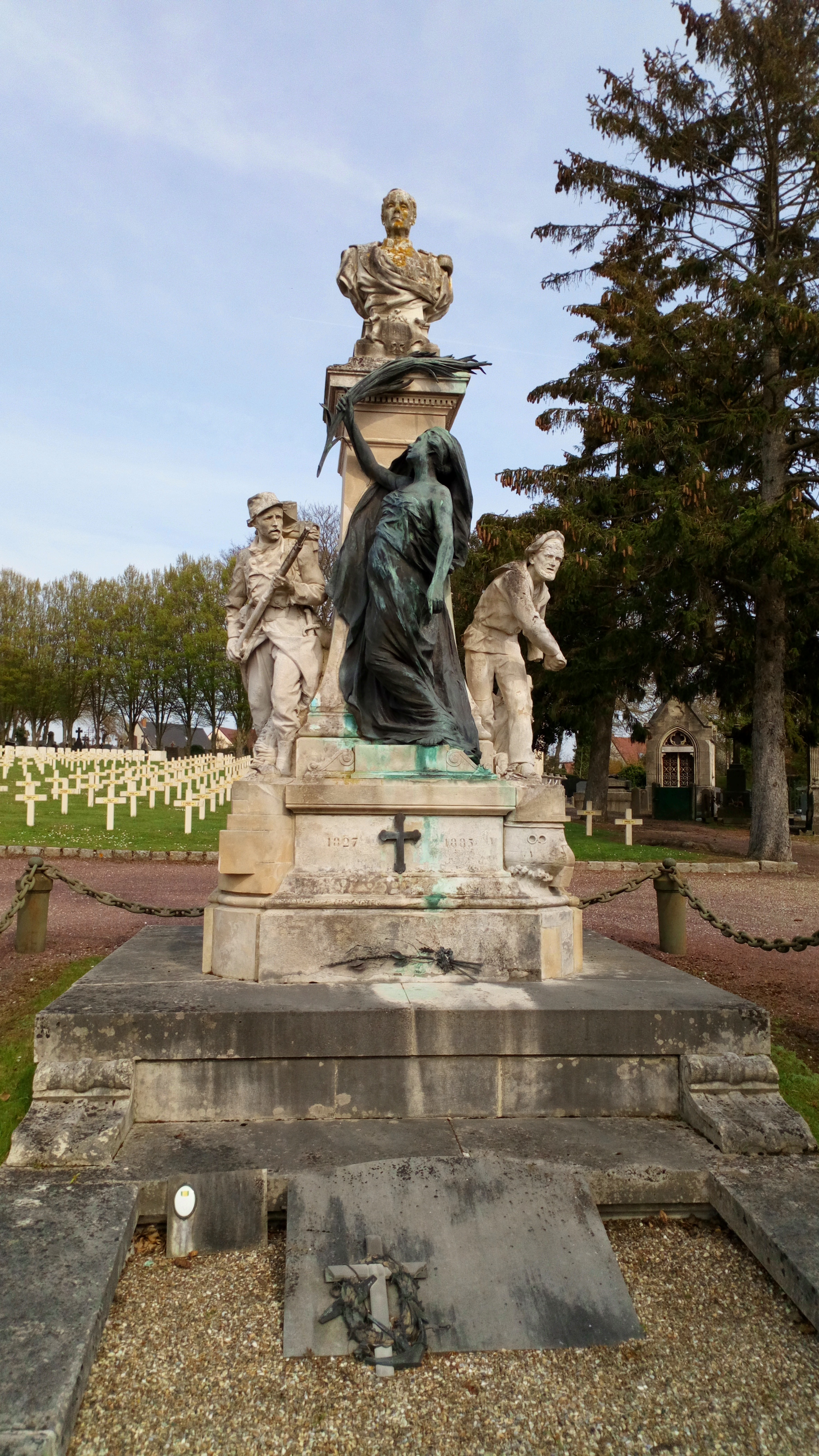
Quang cảnh ngôi mộ.

Cuối năm 1883, triều đình Huế liên tục đòi Hoàng Tá Viêm triệt binh, nhưng ông không chịu tuân dụ. Triều đình cử tiếp đoàn khâm sai do Nguyễn Trọng Hợp đứng đầu ra Bắc Kỳ yêu cầu triệt binh, nhưng không ai tuân theo: người thì từ quan, người thì theo Pháp, người thì uống thuốc, nhảy sông tự vẫn; hoặc trả ấn và truyền hịch kêu gọi nhân dân chống Pháp, có kẻ thất vọng và hễ gặp tên Pháp là đâm chém chết địch rồi tự vẫn. Nguyễn Trọng Hợp về kinh xin giải chức. Silveatre thay Harmand thì bất lực vì "giặc cướp (dân chúng) nổi lên tứ tung", yêu cầu triều đình Huế giúp sức. Triều đình một lần nữa phái Công bộ Thượng thư Đoàn Văn Hội, Tham tri Hoàng Hữu Tường và lang trung Lê Cơ ra Bắc hiểu dụ dân chúng, nhưng cũng thất bại nốt.
ở Nghị viện cũng như trong nhân dân đang tranh luận sôi nổi về vấn đề Bắc Kỳ. Hai cánh tả và hữu đều công kích chính phủ Ferry; cánh hữu tập trung vào vấn đề Âu châu, trong khi cánh tả lo ngại cho tiền đồ nước Pháp nếu Pháp sa lầy ở Viễn Đông và lo ngại cuộc chiến tranh với Trung Quốc sắp khai màu. Nhưng với thế lực tư bản tài chính đủ mạnh đã làm đa số nghi viên Pháp thi hành chính sách thực dân của Ferry rất quyết liệt. Ngày 11/12/1883, bằng 308 phiếu thuận và 201 phiếu chống, Nghị viện thông qua chính sách xâm lược của Chính phủ Pháp do Ferry cầm đầu. Được Nghị viện Pháp chấp thuận, Ferry chuẩn bị một sư đoàn quân viễn chinh Pháp theo yêu cầu của Bouet và Courbet. Lúc này số lượng bộ binh không đủ, phải cho thủy quân đi theo. Thế là bộ binh - thủy binh mâu thuẫn nhau: Bộ binh không bằng lòng cho Đô đốc hải quân chỉ huy họ. Tuy nhiên, Bộ trưởng Chiến tranh là Campenon đòi phải chọn một thống lãnh lực lượng vũ trang ở Bắc Kỳ thì hắn mới chịu đưa bộ binh qua Viễn Đông. Ferry phải chịu. Ngay sau khi hạ thành Sơn Tây, chính phủ Pháp điện cho Courbet là phải giao quyền tư lệnh cho tướng Charles Théodore Millot, còn Courbet giữ phần chỉ huy sư đoàn chiến thuyền.